# Arbeitsgemeinschaft Online Forschung
Die Arbeitsgemeinschaft Online Forschung (AGOF; in eigenen Veröffentlichungen oft auch agof) ist ein eingetragener Verein mit Sitz in Frankfurt, der als Zusammenschluss deutscher Online-Vermarkter fungiert. Der Verein beschäftigte sich bis 2023 mit der Messung und Ausweisung der Reichweiten von Angeboten im Internet, die ganz oder teilweise über Werbung finanziert werden.

## Geschichte
Die AGOF wurde im Dezember 2002 gegründet. Sie ist aus den Mitgliedern der Arbeitsgemeinschaft Internet Research (AGIREV), Auftraggebern des Online-Reichweiten-Monitors (ORM) und den Trägern und Lizenznehmern der Arbeitsgemeinschaft @facts hervorgegangen. Sie arbeitet eng mit der Arbeitsgemeinschaft Media-Analyse (agma) zusammen, wird von Messdienstleistern und Marktforschungsunternehmen sowie dem Bundesverband Digitale Wirtschaft unterstützt und ist Mitglied im Zentralverband der Deutschen Werbewirtschaft.
Im Jahr 2023 wurde der Studienbereich der agof in die agma – Arbeitsgemeinschaft Media-Analyse – integriert.

## Struktur
Die Mitglieder sind in den Sektionen Internet und Mobile organisiert.
Mitglieder der Sektion Internet sind mit Stand vom 13. März 2021:
- Burda Forward Advertising
- eBay Advertising Group Deutschland
- Gruner + Jahr Electronic Media Sales
- IP Deutschland
- IQ Digital Media
- Media Impact
- SevenOne Media
- Score Media Group
- Spiegel-Verlag
- Ströer Digital Group
- United Internet Media

Die Sektion Mobile wird mit Stand vom 15. September 2017 gebildet durch:
- Burda Forward Advertising
- eBay Advertising Group Deutschland
- Gruner + Jahr Electronic Media Sales
- IP Deutschland
- IQ Digital Media
- Media Impact
- SevenOne Media
- Ströer Digital Media
- United Internet Media.

Aus Vertretern der Mitglieder gebildete Gremien innerhalb der Sektionen steuern die Forschungs- und Studienprojekte. Die technischen Kommissionen verantworten Methode und Durchführung der jeweiligen Studie. Die der Mitgliederversammlung unterstellte Planungskommission verantwortet das Programm, mit dem die Daten ausgewertet und für die Mediaplanung verwendet werden können.
Neben den Mitgliedern gibt es weitere Studienteilnehmer, die ihre digitalen Angebote messen und ausweisen lassen. Diese haben gemäß der Vereinssatzung kein Mitspracherecht in den Gremien.
Der Vorstand setzt sich laut Satzung aus drei bis sieben Personen zusammen, die von der Mitgliederversammlung für jeweils zwei Geschäftsjahre gewählt werden. Mit Stand von November 2022 waren dies Björn Kaspring (Ströer Digital), Steffen Bax (iq digital media marketing) und Dirk Maurer (IP Deutschland) sowie als Vertreterin der Werbungtreibenden Kristen Latour (OWM) und für die Agenturen René Lamsfuß (FOMA). Die Vorstandssitze für Werbekunden und Agenturen wurden im Februar 2018 geschaffen.

## Unique User
Die AGOF ermittelt die Reichweite von Onlineangeboten und veröffentlicht sie. Die Einheit, in der die Reichweite dargestellt wird, ist der einzelne Nutzer (Unique User). Dieser Wert gibt an, wie viel Besucher eine Website innerhalb einer bestimmten Periode hatte. Jeder Nutzer wird dabei innerhalb des Zeitraumes nur einmal gezählt, und zwar unabhängig davon, wie oft er die Webseite besucht hat. Der Unique User wird als „Reichweitenwährung“ bezeichnet, da er für alle Onlineangebote einheitlich erhoben wird und so den Vergleich von Onlineangeboten auf Basis einer anerkannten, unabhängigen Studie ermöglicht.

## Studien
Die AGOF-Studie daily digital facts liefert Reichweiten und Nutzerstrukturen der digitalen Medien auf täglicher Basis und ermöglicht damit die Analyse individuell ausgewählter Zeiträume. Als Markt-Media-Studie umfasst sie neben Informationen zur Mediennutzung auch Informationen zu Produkten und Dienstleistungen, die zur Bildung individueller Zielgruppen herangezogen werden können. Sie beinhaltet sowohl die stationäre als auch die mobile Onlinenutzung, die damit sowohl separat als auch überschneidungsfrei gemeinsam ausgewertet werden können. Die daily digital facts haben die digital facts abgelöst, die bis April 2017 monatlich erschienen sind.
Ausgewählte Ergebnisse der daily digital facts werden auf der Website des Vereins veröffentlicht. Für Medienauswertungen und -planung wird gegen Gebühr das browserbasierte Auswertungs- und Planungsprogramm TOP modular angeboten. Genutzt werden die Daten von Mediaagenturen und Werbungtreibenden zur Planung von Online-Werbekampagnen und von Anbietern digitaler Werbeflächen für die Vermarktung.

### daily digital facts
Die daily digital facts liefern täglich Daten zu stationären und mobilen Onlinemedien in Deutschland. Dabei werden die Daten des Vortages jeweils im Laufe des Vormittages zur Verfügung gestellt. Damit ist erstmals die Auswertung individueller Zeiträume möglich. Einzelne Tage können genauso analysiert werden wie spezifische Zeiträume wie die Ostertage, Ferientage oder die Zeiträume, an denen besondere Sportereignisse stattfanden.
Die Studie basiert auf einer Stichprobe von über 150.000 Fällen und kombiniert drei Untersuchungsansätze: Eine technische Messung, eine Online-Befragung und eine Telefonbefragung (siehe Multi-Methodenmodell). Die Ergebnisse sind repräsentativ für die Grundgesamtheit „deutschsprachige Bevölkerung in Deutschland ab zehn Jahren“.
Die daily digital facts weisen Reichweiten und Zielgruppeninformationen zu über 600 sogenannten digitalen Gesamtangeboten und ihren Bestandteilen aus (Stand: April 2018). Als Bestandteile gelten die stationäre Webseite, die für die mobile Nutzung optimierte Webseite und die Apps eines Angebotes sowie Belegungseinheiten, also mit Werbung belegbare Gruppen von Unterseiten von Angeboten.
Im Bereich der Zielgruppeninformationen stehen den Nutzern seit Januar 2018 zahlreiche neue Merkmale zur Verfügung. Im Rahmen von Kooperationen mit der VuMA und ihrer Markt-Media-Studie VuMA Touchpoints sowie mit der Gesellschaft für integrierte Kommunikationsforschung (GIK) und ihrer Studie best for planning (b4p) werden die daily digital facts mit Produkt- und Verwendermerkmalen angereichert, so dass Zielgruppen präzise und differenziert beschrieben werden können.

### digital facts
Die digital facts sind von August 2015 bis April 2017 jeden Monat erschienen und stellten dem Online-Werbemarkt Reichweiten und Strukturdaten digitaler Werbeträger zur Verfügung. Sie hat Daten zu am Desktopcomputer oder Laptop genutzten Webseiten (stationäre Webseiten) gemeinsam mit Daten zu Apps und zu für smartphone-optimierten Webseiten (mobile enabled Websites, kurz MEW‘s) erhoben und ausgewiesen. Damit waren nicht nur die einzelnen Medien, sondern auch die Überschneidungen zwischen stationären und mobilen Werbeträgern auswertbar. Wie ihre Vorgängerstudien, die internet facts und die mobile facts, umfassten die digital facts jeweils einen Berichtszeitraum von drei Monaten. Die digital facts wurden 2017 von den daily digital facts abgelöst. Alle Wellen der digital facts können im Studienarchiv auf der Website der AGOF eingesehen werden.

### internet facts
Die internet facts sind zwischen Mai 2005 und August 2015 regelmäßig erschienen und haben dem Online-Werbemarkt Reichweiten und Strukturdaten zu am Desktopcomputer oder Laptop nutzbaren Webseiten zugänglich gemacht. Onlinewerbung auf diesen sogenannten stationären Webseiten konnte damit wie klassische Werbung in Fernsehen oder Printmedien geplant werden. Im August 2015 wurden die internet facts von den digital facts abgelöst, wo neben Daten zu stationären Webseiten auch mobile Werbeträger enthalten sind. Alle Wellen der internet facts können im Studienarchiv auf der Website der AGOF eingesehen werden.

### mobile facts
Die mobile facts sind zwischen September 2010 und Juni 2015 regelmäßig erschienen. Sie haben dem Online-Werbemarkt Reichweiten und Strukturdaten für die Nutzung smartphoneoptimierter Webseiten (mobile enabled Websites, MEW’s) und Smartphone-Apps geliefert und ermöglichten damit die Planung von Onlinewerbung im mobilen Internet. Im August 2015 wurden die mobile facts von den digital facts abgelöst, die neben Daten zu mobilen Webseiten und Apps auch stationäre Webseiten enthalten. Alle Wellen der mobile facts können im Studienarchiv auf der Website der AGOF eingesehen werden.

## Multi-Methodenmodell
Um die Nutzung und Strukturdaten der Webseiten und Apps medienadäquat zu ermitteln, hat die AGOF ein Multi-Methodenmodell entwickelt, das drei Untersuchungsansätze vereint:
- Technische Messung des Nutzverhaltens (Seitenaufrufe usw.)
- OnSite- und InApp-Befragung der Nutzer (soziodemografische Daten, wie Alter, Geschlecht, Einkommen usw.)
- Telefonische Basisbefragung von Verbrauchern[22][23][24][25][26]

### Technische Messung
Grundlage des Modells ist eine technische Messung. Hier werden die Seitenaufrufe der teilnehmenden Webseiten und Apps vollständig erfasst. Mit Hilfe eines Zähltags, das auf jeder werbungführenden Seite der Website integriert ist, werden Seitenabruf und Clients ermittelt. Clients sind dabei die unterschiedlichen Browser oder Apps, die den aufgerufenen Inhalt darstellen. Das Messsystem, das „Skalierbare Zentrale Messverfahren next Generation“ (SZMnG), wird gleichzeitig von der Informationsgemeinschaft zur Feststellung der Verbreitung von Werbeträgern (IVW) eingesetzt, die als Prüforganisation die korrekte Implementierung und die Einhaltung vereinbarter Konventionen sicherstellt. Die Identifikation einzelner Personen ist bei dieser Messung technisch ausgeschlossen und nach Aussage der AGOF und der IVW auch zu keinem Zeitpunkt beabsichtigt. Die Anonymität wird unter anderem dadurch sichergestellt, dass die IP-Adresse sofort bei Erfassung um den letzten Ziffernblock gekürzt wird. Nutzer, die sich nicht messen lassen möchten, können die Messung über die Datenschutzseiten der AGOF, jeder teilnehmenden Webseite oder auf der zentralen Opt-out-Seite des SZM-Systems deaktivieren. Ein vergleichbares Verfahren wird in Österreich von der Österreichischen Webanalyse (ÖWA) und in der Schweiz von Net-Metrix eingesetzt.

### OnSite- und InApp-Befragung
Der zweite Baustein des Multi-Methodenmodells ist eine Online-Befragung der Nutzer auf den teilnehmenden Webseiten und Apps. In einer Zufallsstichprobe werden Fragebögen ausgespielt, über die soziodemografische Daten und Informationen zur Internetnutzung ermittelt werden. Darüber hinaus geben die Befragten an, ob der Browser, mit dem sie gerade online sind, auch von anderen Personen genutzt wird und ob sie mehrere Browser nutzen. Diese Information dient im Anschluss dazu, Clients in Unique User umzurechnen.

### Telefonische Basisbefragung
Die telefonische Basisbefragung erfüllt drei Aufgaben: Erstens definiert und beschreibt sie die Grundgesamtheit der deutschsprachigen Internetnutzerschaft. Zum zweiten erhebt sie Daten der Nicht-Internetnutzer und stellt damit sicher, dass die daily digital facts repräsentativ für die Gesamtbevölkerung sind. Drittens ermittelt sie personenbeschreibende Informationen zur Bildung vermarktungsrelevanter Zielgruppen. Dazu gehören die Soziodemographie sowie Informationen zur Internetnutzung und zu Einstellungen der Befragten. Die telefonische Basisbefragung wird in zwei Wellen pro Jahr nach der sogenannten CATI-Methode (Computer Assisted Telephone Interview) durchgeführt.

### Zusammenführung der Säulen
Die Ergebnisse der einzelnen Erhebungen werden mittels statistischer Verfahren miteinander verknüpft. Mittels eines kombinierten dynamischen Profiling- und Modelling-Verfahrens zur Bildung dynamischer Microcluster werden die qualifizierten Unique Clients (d. h. Clients bereinigt um nicht-menschliche Zugriffe) in Unique User umgewandelt. Von den Clients, von denen sowohl Daten aus der technischen Messung, als auch Daten des zugehörigen Users aus der Onlinebefragung vorliegen, werden idealtypische Nutzerprofile erstellt (Profiling). Hierüber findet wöchentlich für alle qualifizierten Clients ein Profilierungsprozess direkt im Messsystem statt, bei dem mit Hilfe der aus der OnSite-/InApp-Befragung erlangten Informationen soziodemografische Merkmale nach dem Identitäts- bzw. Ähnlichkeitsprinzip auf diejenigen Clients projiziert bzw. prognostiziert werden, für die keine Befragungsinformationen vorliegen (Modelling).
Aus diesen qualifizierten und mit Profilinformationen versehenen Clients werden im nächsten Schritt Unique User gebildet. Dazu werden die technischen Clients anhand der in der CATI-Befragung erhobenen repräsentativen Außenvorgabe modellhaft zu Nutzern zusammengefasst. Dabei kann ein User aus einer unterschiedlichen Anzahl und Kombination von Clients bestehen. So nutzen manche Personen das Internet nur über einen Browser an einem PC, andere verwenden drei unterschiedliche Desktop-Browser, ein Smartphone und ein Tablet.
Aus den auf diesem Weg zur Verfügung stehenden Unique Usern wird eine Art virtuelles Panel von ca. 150.000 Fällen zusammengestellt. Dessen Struktur und Zusammensetzung entspricht den in der CATI-Befragung ermittelten Vorgaben. Auf Basis des Panels erfolgt täglich über Nacht die Erstellung der daily digital facts. Dazu werden die gemessenen Nutzungsdaten zusätzlich anhand der Außenvorgaben der technischen Vollerhebung auf die Gesamtbevölkerung (Online) hochgerechnet, justiert und mit planungsrelevanten Informationen angereichert. So entsteht ein auswertbarer Datenbestand, der täglich über das Auswertungs- und Planungssystem TOP modular abrufbar ist.